# 東山城
東山 城（ひがしやま じょう、1963年 - ）は、日本のソングライター・編曲家。兵庫県豊岡市生まれ。兵庫県但馬地方を中心にご当地ソングなどを制作する。

## 人物
2008年
- 城崎温泉に誕生したローカルヒーロー城崎泉隊オンセンジャーのテーマソングを制作。18年振りにアーティスト活動を再開。
- 「雨の城崎」「いつかきっと」と、同じく城崎温泉を舞台としたご当地ソングを発表。

2010年
- 豊岡市マスコットキャラクター玄武岩の玄さんの「玄武岩の玄さん」や、オオサンショウウオのオーちゃんとコウノトリのコーちゃんの「ＯＫサンバ」を制作
- 世界ジオパークに認定登録された山陰海岸ジオパークの応援ソング「悠々・ジオパーク」「山陰海岸ジオパーク」2作を制作

2011年
- 「丹後めぐり逢い」を制作
- 「故郷(ふるさと)～愛しき円山川」を制作

2012年
- 「山陰竹野・湯島街道恋峠」を制作

2013年
- 「滝めぐり～神鍋渓谷・溶岩流～」を制作

2014年
- 「こんな女が歌う歌」で全日本音楽著作家協会音楽祭　遠藤実歌謡音楽振興財団賞を受賞

## 主な作品
- 雨の城崎:さきいずみ
- 城崎泉隊オンセンジャー:東山城
- 玄武岩の玄さん:玄さん
- OK（オッケー）サンバ:おおたにえり
- ジョーとサキの城崎恋物語:ジョー＆サキ
- 湯けむり太鼓:桃山沢まさし
- 丹後めぐり逢い:福島勇･京光恵･ジョー＆サキ
- 山陰海岸ジオパーク:京光恵･東山城
- 出石・あなたと・城下町:さきいずみ
- 山陰竹野・湯島街道恋峠:さきいずみ
- 滝めぐり～神鍋渓谷・溶岩流～:さきいずみ
- 故郷～愛しき円山川;東山城
- 追いかけて仙台;福島勇

## 出演・紹介されたTV番組
- 讀賣テレビ『音の素』『ニッポン!おもてなし旅』
- 朝日放送『NEWSゆう+』『せのぶら!』『ノンスタ石田のガクショク!』『おはよう朝日です』
- NHK教育『天才てれびくんMAX』
- NHK『全国ゆるキャラ図鑑』『あほやねん!すきやねん!』
- 関西テレビ『スーパーニュース関西』『冒険チュートリアル』
- サンテレビ『ニュース・シグナル』
- 三重テレビ『欽ちゃんのニッポン元気化計画』
- フジテレビ『めざましテレビ』

## リンク
- 東山城HP - ウェイバックマシン（2012年1月5日アーカイブ分）
- 玄さんの部屋